# Michelle Kwan
Pour les articles homonymes, voir Kwan.
Kwan Shan Wing, plus connue sous le nom de Michelle Kwan, née le 7 juillet 1980 à Torrance dans l'état de la Californie, est la patineuse artistique américaine la plus décorée des États-Unis.

## Biographie

### Jeunesse et formation
Michelle Kwan est la cadette des trois enfants de Danny et d'Estella (Wing) Kwan. Elle commence à prendre des cours de patinage dès ses cinq ans.
Après avoir été entraînée par Derek James, elle est remarquée par l'entraîneur Frank Carroll (en) auprès duquel elle va prendre des leçons à partir de 1992,.

### Carrière sportive
Neuf fois championne des États-Unis et cinq fois championne du monde, elle figure sur le podium des championnats du monde neuf fois consécutivement. Seule la médaille d'or olympique manque à son palmarès, elle qui est médaillée d'argent aux Jeux olympiques d'hiver de 1998 à Nagano et médaillée de bronze aux Jeux de 2002 à Salt Lake City.
En 2006, elle doit renoncer aux JO de Turin à la suite d'une blessure.

### Vie personnelle
Politiquement elle soutient les démocrates,  et participe à la campagne de Joe Biden pour l'élection présidentielle américaine de 2020.
Le 19 janvier 2013 elle épouse Clay Pell (en), une personnalité politique du Parti démocrate, le couple divorce en fin 2017,.
Le 5 janvier 2022, Kwan a annoncé la naissance de sa fille.

## Palmarès
| Compétition                   | 1993    | 1994    | 1995    | 1996    | 1997    | 1998    | 1999    | 2000    | 2001    | 2002    | 2003    | 2004    | 2005    | 2006    |
| Jeux olympiques d'hiver       |         |         |         |         |         | 2e      |         |         |         | 3e      |         |         |         | F       |
| Championnats du monde         |         | 8e      | 4e      | 1re     | 2e      | 1re     | 2e      | 1re     | 1re     | 2e      | 1re     | 3e      | 4e      |         |
| Quatre continents             |         |         |         |         |         |         |         |         |         |         |         |         |         |         |
| Championnats des États-Unis   | 6e      | 2e      | 2e      | 1re     | 2e      | 1re     | 1re     | 1re     | 1re     | 1re     | 1re     | 1re     | 1re     | F       |
| Championnats du monde juniors |         | 1re     |         |         |         |         |         |         |         |         |         |         |         |         |
|                               |         |         |         |         |         |         |         |         |         |         |         |         |         |         |
| Grand Prix ISU                | 1992/93 | 1993/94 | 1994/95 | 1995/96 | 1996/97 | 1997/98 | 1998/99 | 1999/00 | 2000/01 | 2001/02 | 2002/03 | 2003/04 | 2004/05 | 2005/06 |
| Finale du Grand Prix          |         |         |         | 1re     | 2e      | F       |         | 2e      | 2e      | 2e      | F       |         |         |         |
| Skate America                 |         | 7e      | 2e      | 1re     | 1re     | 1re     |         | 1re     | 1re     | 1re     | 1re     |         |         |         |
| Skate Canada                  |         |         |         | 1re     |         | 1re     |         | 1re     | 2e      | 3e      |         |         |         |         |
| Coupe d'Allemagne             |         |         |         | 1re     |         |         |         |         |         |         |         |         |         |         |
| Trophée de France             |         |         | 3e      |         | 1re     |         |         |         |         |         |         |         |         |         |
| Légende : F = Forfait         |         |         |         |         |         |         |         |         |         |         |         |         |         |         |

## Distinctions personnelles
- Élue athlète de l'année 1998 par le quotidien américain USA Today devant Martina Hingis[14]

## Œuvres
- Heart of a Champion: An Autobiography, Scholastic, novembre 1997, 151 p. (ISBN 9780590763400, lire en ligne),
- Michelle Kwan: My Book of Memories, Scholastic, 1er février 1998, 10 p. (ISBN 9780590458900),
- The Winning Attitude: What it Takes to Be a Champion, Little, Brown Books for Young Readers, 15 septembre 1999, 144 p. (ISBN 9780786805464),
- Michelle Kwan: My Special Moments, Little, Brown Books for Young Readers, 19 novembre 2001, 45 p. (ISBN 9780786815807, lire en ligne),